# Анонс
Ано́нс (фр. annonce — оголошення) — попереднє коротке повідомлення, узагальнення про проведення окремої широкомасштабної акції (наприклад, попередня реклама торгового ярмарку, виставки, видовищних акцій, концерту, спектаклів, зборів, виходу фільмів, тощо), яка має відбутися найближчим часом, зі стислим викладом змісту.
Приклади
Коло брами висіли анонси про лотерею, що мала відбутися того ж дня тут у саду (Л. Укр., III, 1952, 621);
Через місяць оперу ["Продана наречена"] вже так підготовлено, що я мав змогу оголосити про її поставу. Скоро з'явився анонс (Про мист. театру, 1954, 173).